# Liste du patrimoine culturel immatériel de l'humanité au Sri Lanka
Cet article recense les pratiques inscrites au patrimoine culturel immatériel au Sri Lanka.

## Statistiques
Le Sri Lanka ratifie la convention pour la sauvegarde du patrimoine culturel immatériel le 21 avril 2008. La première pratique protégée est inscrite en 2018.
En 2021, le Sri Lanka compte 2 éléments inscrits au patrimoine culturel immatériel, sur la liste représentative.

## Listes

### Liste représentative
Les éléments suivants sont inscrits sur la liste représentative du patrimoine culturel immatériel de l'humanité :
| Élément                                                                         | Type | Subdivision        | Année | Lien  | Notes | Illus. |
| ------------------------------------------------------------------------------- | --- | ------------------ | ----- | ----- | ----- | ------ |
| Le rūkada nātya, théâtre traditionnel de marionnettes à fils au Sri Lanka       | arts du spectacle pratiques sociales, rituels et événements festifs savoir-faire liés à l’artisanat traditionnel traditions et expressions orales | Province du Sud    | 2018  | 01370 |       |        |
| Les savoir-faire traditionnels relatifs à la fabrication de Dumbara Ratā Kalāla | savoir-faire liés à l’artisanat traditionnel traditions et expressions orales traditions et expressions orale                                     | Province du Centre | 2021  | 01693 |       |        |

### Patrimoine immatériel nécessitant une sauvegarde urgente
Le Sri Lanka ne compte aucun élément listé sur la liste du patrimoine immatériel nécessitant une sauvegarde urgente.

### Registre des meilleures pratiques de sauvegarde
Le Sri Lanka ne compte aucune pratique listée au registre des meilleures pratiques de sauvegarde.